# San Pedro de la Cueva
San Pedro de la Cueva là một đô thị thuộc bang Sonora, México. Năm 2005, dân số của đô thị này là 1429 người.